# Antistia (Frau des Pompeius)
Antistia aus der plebejischen Gens der Antistier war die erste Frau des Gnaeus Pompeius Magnus. Beide heirateten einander schon in jungen Jahren. Auf Anweisung des Diktators Sulla musste sich Pompeius wieder von ihr trennen. Das Paar hatte keine Kinder.

## Quelle
- Plutarch: Pompeius 4,9